# سابينا البافارية
سابينا من بافاريا-ميونخ (24 أبريل 1492 - 30 أغسطس 1564)؛ كانت دوقة فورتمبيرغ بعد زواجها من أولريش، دوق فورتمبيرغ .
هي ابنة الثالثة لوالديها ألبرت الرابع دوق بافاريا وزوجته الأرشيدوقة كونيغونده ابنة الإمبراطور فريدرش الثالث وانفانتا هيلينا البرتغالية، خطط خالها الإمبراطور ماكسيميليان الأول بتزويجها وهي في السادسة من عمرها لأسباب استراتيجية لأولريش من فورتمبيرغ والذي تزوجته بعد 15 عامًا، كان هذا الزواج تعيساً بسبب ميل أولريش نحو العنف، لذلك اضطرت سابينا في النهاية إلى الفرار من فورتمبيرغ بدون طفليها والبحث عن مأوى مع إخوتها في ميونيخ.
عندما ورث ابنها كريستوف عرش فورتمبيرغ في عام 1551 انتقلت سابينا إلى نورتينغن، التي كانت آنذاك المقر الرسمي لأرملة فورتمبيرغ. وهناك انشئت بلاط مصغر، وباعتبارها امرأة متعلمة حولته إلى مكان اجتماع للبروتستانت في فورتمبيرغ .
أنجبت من أولريش من فورتمبيرغ طفلين: كريستوف دوق فورتمبيرغ (12 مايو 1515 - 28 ديسمبر 1568)، وآنا (30 يناير 1513 - 29 يونيو 1530).